# Gulan
Gulan (Гулан) — псевдоним латвийского музыканта, саунд-дизайнера и композитора (настоящее имя — Андрей Гуляйкин, латыш. Andrejs Guļaikins, англ. Andrei Gulaikin) инструментальной электронной музыки следующих жанров: эмбиент, медитативная музыка, космическая музыка, Берлинская школа и нью-эйдж. Он также является аранжировщиком и исполнителем классических произведений.

## Биография
Андрей Гуляйкин родился в Риге в 1974 году. В 7 лет начал заниматься музыкой, обучаясь игре на фортепиано. С раннего возраста проявлял интерес к электронной музыке советских композиторов 1970–80-х годов. Во время учёбы в рижском Пушкинском лицее он познакомился с преподавателем Зигмундом Бриедисом (латыш. Zigmunds Briedis), который обучал его теории и специфике игры на электронных клавишных инструментах.
В 1990-х музыкант работал звукооператором в студии звукозаписи своего отца, параллельно экспериментируя со звуком и создавая собственные композиции на аналоговых синтезаторах. В начале 2000-х он переехал в Лондон, а с 2002 года был представителем московского лейбла Артемия Артемьева «Electroshock Records» в Великобритании и странах Балтии. В 2005 году музыкант основал собственную студию Gulan Music Studio.

## Творчество и медиа
С 2003 года музыка Гулана неоднократно транслировалась в тематических программах на радиостанциях разных стран. Его композиции звучали в синдицированной программе Hearts of Space под руководством Стивена Хилла, охватывающей сотни FM-станций, включая трансляции на спутниковом радио Sirius XM. Треки автора входили в ротации таких музыкальных  радиостанций, как Digitally Imported и Elektroland, а также на платформах других радиостанций, вещающих электронную музыку, нью-эйдж и эмбиент.
В 2006 году сборник «Echoes of Tuvalu» с участием Гулана занял первое место в ежемесячном чарте Zone Music Reporter (ранее — New Age Reporter). Его альбомы дважды попадали в топ-100 этого чарта — в октябре 2012 года и в апреле 2020, а отдельные композиции неоднократно оказывались в топ-10 австралийских чартов The Australian Indie Radio Charts. Работы Гулана также вошли в рейтинги Apple Music и чарты радиопрограммы Star's End.
Музыка артиста была включена в сборники немецкого лейбла Cue-Records, а в 2015 году немецкий куратор Хелмар Рудольф использовал его композиции для своего CD-сборника «Cloudwalk», созданного в рамках системы «Мастер-ключ». Треки музыканта находили применение в различных творческих проектах — в документальных и научно-популярных фильмах на телевидении.

## Структура музыки
Музыка Гулана характеризуется разнообразием стилей в рамках электронной музыки, от эмбиента до нью-эйджа. Его композиции можно разделить на несколько ключевых направлений:
- Спейс-эмбиент: Для этого жанра характерны плавные атмосферные текстуры и мерцающие секвенсоры, которые создают ощущение «звуковых ландшафтов» (soundscape).
- Мелодичная электроника и нью-эйдж: В этом направлении музыка имеет более эмоциональную и мелодичную основу, часто с симфоническими элементами и ритмическими фрагментами. Этот стиль описывается как промежуточный между классическим нью-эйджем и космической музыкой[37][38].
- Медитативный эмбиент: Композиции, предназначенные для интроспекции и релаксации, построены на многослойном «плывущем» дроун-эмбиенте.
- Эмбиент-импрессионизм: В некоторых работах музыканта преобладает этот стиль. Он отличается меняющейся эмоциональной гармонией, создавая размытые звуковые картины, напоминающие музыкальный импрессионизм.

## Альбомы
- Electronic Symphony, 1993
- Sphere, 2005
- Antigravitation, 2005
- Cassiopeia, 2006
- Spirit of the Sound, 2007
- Prologue, 2007
- Space Projections, 2009
- Floating Textures, 2009
- Astral Breath, 2010
- Crystal Monk, 2010
- Tarkhany Evening, 2011
- Amorphous Resonances , 2012
- Arctic Smoke, 2012
- From Meditation to Silence, 2014
- Dynamic Consciousness, 2014
- The Land of the Elves, 2020
- Between Space and Time, 2021
- Back to the Roots, 2021
- J.S. Bach — In the World of Emotions (Remastered), 2023
- Several Expressions of Past Eras, 2023
- Harmonies of Baroque Masters, 2024
- The Consonances of Bach and Vivaldi, 2024
- Times and Styles (Remastered), 2024

## Синглы
- Zeroness, 2011
- The Sound Plumes of Paramatma, 2019
- Through the Wind, 2022
- J.S. Bach: Prelude in C Minor, BWV 999 — Piano and Symphonic Variation, 2023
- J.S. Bach: Chorale Prelude In F Minor, Ich Ruf Zu Dir, Herr Jesu Christ, BWV 639, 2023
- J.S. Bach: Adagio In C Major, BWV 564 — Orchestral Version, 2023
- J.S. Bach: Nun Komm, Der Heiden Heiland, BWV 659, Chorale Prelude — Organ and Orchestra, 2023
- Night Before Dawn, 2023

## Сборники
- Cloudwalk, 2012 & 2015 (remastered)
- Various — Echoes of Tuvalu, 2006
- Various — Schwingungen Auf CD Nr. 131 / 04, 2006
- Various — Schwingungen Auf CD Nr. 134 / 07, 2006
- Various — Schwingungen Auf CD Nr. 151 / 12, 2007

## Миксы
- Nada Yoga: The Inner Light of the Inner Space -TLM 3 , 2020
- Nada Yoga: Transcendent Music Session -TLM 1 (remastered), 2020
- Nada Yoga: Transcendent Music Session -TLM 2 (remastered), 2021

### Проект «Deep Meditation Studio»
- Outside the mental cloudiness, 2015
- Depth of Consciousness, 2015
- Sound of Eternity, 2016